# Frontières du Kazakhstan

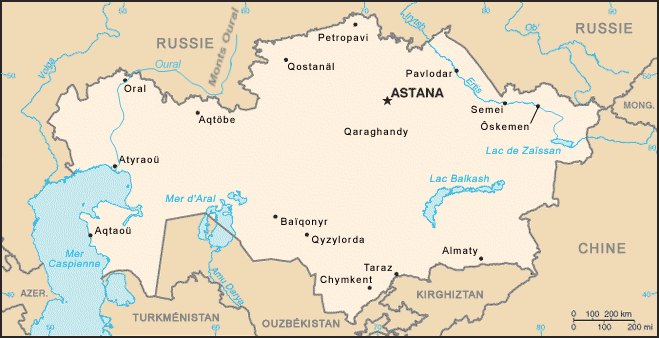
Carte du Kazakhstan avec ses pays frontaliers

Le Kazakhstan, pays d'Asie centrale à cinq frontières internationales avec (depuis le nord dans le sens des aiguilles d'une montre) :
- Frontière avec la Russie, 6 846 km, seconde plus longue frontière terrestre continue du monde séparant deux États[1]
- Frontière avec la Chine, 1 533 km[2]
- Frontière avec le Kirghizistan, 1 051 km[3]
- Frontière avec l'Ouzbékistan, 2 203 km[4],[5]
- Frontière avec le Turkménistan, 379 km[6].